# Errol Simunapendi
Errol Simunapendi (sinh ngày 10 tháng 9 năm 1987) là một cầu thủ bóng đá người Indonesia hiện tại thi đấu ở vị trí hậu vệ cho Persiram Raja Ampat ở Indonesia Super League.